# Tuyến Bexleyheath
Tuyến Bexleyheath có tổng chiều dài lên tới 8 dặm (13 km), nối ga Lewisham với ga Dartford, thuộc hạt Kent. Tuyến được tách ra khỏi hướng đi chính của Tuyến North Kent ở phía đông của ga Blackheath và sau đó nhập lại từ phía nam của ga Slade Green, gần ga Dartford.

## Lịch sử
Tuyến Bexleyheath được đề xuất lần đầu vào năm 1881. Khi đó Squire Jones, một cư dân của East Wickham đã đưa ra một bản kiến nghị kêu gọi South Eastern Railway xây dựng một tuyến đường sắt đến Bexleyheath. Từ đây, Bexley Heath Railway Company được thành lập vào ngày 20 tháng 8 năm 1883, do kỹ sư đường sắt Alfred Bean (chủ sở hữu Danson House) đứng đầu, cùng với các chủ đất ở địa phương có mong muốn nâng cao giá trị đất đai của họ để phục vụ việc phát triển nhà ở. Một Đạo luật Quốc hội đã được thông qua, cho phép công ty xây dựng vào năm 1883, với lộ trình đi qua Lee. Tuy nhiên, sau đó đã xảy ra một cuộc tranh chấp giữa hai công ty và có bất đồng trong việc thống nhất hướng đi của tuyến. Đến năm 1887, một đạo luật khác được thông qua, cho phép xây dựng tuyến mới đi qua Blackheath, bao gồm cả việc đào một đường hầm dài 1 dặm (1,6 km) ở lối vào phía đông của ga Blackheath. Dự án sau đó gặp khó khăn tài chính, mãi cho đến năm 1891, công việc xây dựng mới chính thức bắt đầu, với hợp đồng thi công được trao cho một người có tên Rigby.
Dự án một lần nữa rơi vào cảnh trì hoãn do một vụ sạt lở đất tại Blackheath vào năm 1894. Cuối cùng tuyến Bexleyheath cũng được đưa vào khai thác ngày 1 tháng 5 năm 1895, với 12 chuyến tàu mỗi ngày đi và đến Charing Cross. Ngày khai trương được đánh dấu bằng việc một ban nhạc kèn đồng diễu hành từ ga Bexleyheath đến ga Barnehurst, sau đó họ quay trở về bằng tàu. Các cổ đông của tuyến đường sắt mới bao gồm Charles Beadle – một thương gia chuyên về than và ngũ cốc, George Mence Smith, chủ cửa hàng ngũ kim kiêm thương nhân dầu và Alfred Bean. Tuy nhiên, công ty nhanh chóng rơi vào tình trạng phá sản và đến năm 1900, South Eastern Railway buộc phải tiếp quản tuyến đường sắt này, trước đây họ là công ty từng từ chối xây dựng tuyến đường phục vụ khu vực này.
Ban đầu, tuyến Bexleyheath có tổng cộng năm nhà ga: Kidbrooke, Eltham Well Hall, Welling, Bexleyheath và Barnehurst, tất cả đều là những nhà ga tạm thời được làm bằng gỗ. Đến năm 1908, một nhà ga khang trang hơn được mở tại Eltham Park để phục vụ những hành khách thương gia từ khu bất động sản Eltham Park Estate. Vào ngày 6 tháng 6 năm 1926, tuyến Bexleyheath được Southern Railway thực hiện nâng cấp và điện khí hóa cùng với các tuyến đường sắt địa phương khác của South Eastern and Chatham Railway đến Dartford. Ban đầu các nhà ga như Well Hall, Welling, Bexleyheath và Barnehurst được xây dựng để phục vụ các vùng nông thôn. Nhưng đến năm 1932, những nhà ga trên đã được xây dựng lại nhằm đáp ứng sự gia tăng dân số tại các vùng ngoại ô trong những năm thập niên 1930. Đến năm 1936, ga Falconwood đã được bổ sung vào tuyến.
Vào ngày 11 tháng 6 năm 1972, một đoàn tàu bị trật bánh tại một khúc cua gắt gần ga Eltham Well Hall, vụ việc xảy ra đã khiến 5 người thiệt mạng và 126 người bị thương.
Ga Kidbrooke được xây dựng lại vào năm 1972 dưới dạng công trình lắp ghép dựa trên hệ thống CLASP. Đến năm 1994, nhà ga được thay thế bằng một tòa nhà xây bằng gạch và đã trải qua một lần cải tạo vào năm 2021. Năm 1985, ga Eltham mới được mở để thay thế hai ga cũ là Well Hall và Eltham Park, vốn hai nhà ga này được dùng để phục vụ cho khu vực Eltham. Sự thay đổi này diễn ra là để nhường cho việc mở mới con đường Rochester Way Relief, là một phần của tuyến đường A2.
Trong những năm 2010, nhiều vụ sạt lở đất đã xảy ra trên tuyến Bexleyheath, bao gồm một vụ sạt lở đã xảy ra vào ngày 11 tháng 2 năm 2019, khiến cho tuyến bị gián đoạn ít nhất một tuần. Tuyến đã từng tạm thời đóng cửa từ ngày 15 đến ngày 23 tháng 2 năm 2020 để thực hiện công việc sửa chữa và bảo trì đường ray, nhằm ngăn chặn nguy cơ sạt lở đất tại khu vực Barnehurst.

## Mô hình dịch vụ
Các dịch vụ tàu được vận hành bởi Southeastern. Những dịch vụ do công ty vận hành phục vụ cho các điểm đến như London Charing Cross, London Cannon Street hoặc London Victoria.
Dịch vụ ngoài giờ cao điểm từ thứ Hai đến Chủ Nhật bao gồm:
- Tần suất 2 chuyến mỗi giờ giữa London Victoria và Dartford. Tàu dừng tại các ga như: Denmark Hill, Peckham Rye, Nunhead, Lewisham, sau đó tàu dừng tại tất cả các ga trên tuyến Bexleyheath đi đến Dartford
- Tần suất 2 chuyến mỗi giờ giữa London Cannon Street và Barnehurst, tàu dừng tại tất cả các ga. Sau đó quay lại Cannon Street, tàu dừng tại tất cả các ga theo hướng Woolwich Arsenal và Greenwich. Dịch vụ này cũng hoạt động theo hướng ngược lại với cùng tần suất.